# Nord e Sud (miniserie televisiva 1985)
Nord e Sud (North and South) è una miniserie televisiva in sei puntate del 1985, ideata da David L. Wolper e interpretata tra gli altri da Kirstie Alley, Patrick Swayze, James Read, David Carradine e Lesley-Anne Down.
Basata sull'omonimo romanzo di John Jakes, è stata trasmessa per la prima volta in Italia dal 2 novembre al 7 dicembre 1986 in prima serata su Canale 5, ottenendo un grandissimo successo.

## Trama
Anni prima della guerra civile americana, mentre si reca a West Point, Sonny Main, ricco figlio di una famiglia di proprietari terrieri schiavisti del Sud, incontra per caso e s'innamora della bella Madeleine Fabray. Poco tempo dopo, all'accademia militare incontra George Hazard, figlio di industriali del ferro del Nord, e stringe con lui una forte amicizia. Dopo due anni, Sonny, tornato a casa per l'estate con George, assiste sgomento al matrimonio di Madeleine con l'infido e vendicativo vicino di piantagione, Justin LaMotte, scoprendo che il padre della ragazza ha nascosto le lettere che lui le ha mandato dall'accademia per spingerla ad un matrimonio d'interesse. Una volta diplomatisi a West Point, George e Sonny partono per combattere nella guerra messico-statunitense, durante la quale Sonny viene ferito ad una gamba e diventa zoppo: dopo aver attraversato un periodo di depressione, ritrova Madeleine e i due iniziano una relazione. A guerra finita, presenzia come testimone al matrimonio di George con Constance Flynn, una cattolica irlandese figlia di un suo superiore. In seguito alla morte del padre, Sonny eredita la piantagione di famiglia e decide di aprire con George un cotonificio. Le due sorelline di Sonny ormai sono cresciute e, la maggiore Ashton, rivela un'indole calcolatrice e diabolica. Madeleine, dopo averla aiutata di nascosto ad abortire, viene scoperta dal marito il quale la maltratta, la rinchiude in casa e inizia a drogarla per tenerla sottomessa. Nel tentativo di sventare l'ultima trama ordita da Ashton per impedire il matrimonio della sorella Brett col fratello di George, Madeleine riesce a scappare dal marito e si rifugia a casa di Sonny, che l'accoglie amorosamente e la protegge da Justin che vorrebbe riprendersela con la forza. Poco tempo dopo, George e la moglie hanno una figlia, Hope, mentre i conflitti tra il nord e il sud, inaspritisi sempre di più, portano allo scoppio della guerra civile.

## Produzione
Vero e proprio kolossal fatto con profusione di mezzi e cast stellare, la miniserie ebbe in patria un successo strepitoso, ripetutosi anche in Italia, dove fu pubblicizzato come il nuovo Via col vento. Nord e Sud vanta un cast di grandi star, che apparirono come "guest" nel corso degli episodi: Elizabeth Taylor, Olivia de Havilland, Gene Kelly, Robert Mitchum e Morgan Fairchild solo per elencarne alcune.
Visto il successo ottenuto, furono prodotte altre due miniserie tratte dai successivi romanzi della trilogia di John Jakes. La prima fu trasmessa anche in Italia nel 1986 con il titolo Nord e Sud II, mentre la terza Heaven & Hell: North & South, Book III, prodotta nel 1994, non ebbe lo stesso successo delle precedenti ed è rimasta inedita in Italia.
La colonna sonora è stata realizzata dal Premio Oscar Bill Conti.